# Museo Arqueológico de Nicópolis
El Museo Arqueológico de Nicópolis (en griego: Αρχαιολογικό Μουσείο Νικόπολης, Archaiologikó Mouseío Nikópolis) es un museo arqueológico de Grecia ubicado a medio camino entre el pueblo de Nikópoli y la ciudad de Préveza, cerca del sitio arqueológico de Nicópolis, en la región del Epiro.

## Historia del museo
La necesidad de albergar los hallazgos de las excavaciones que a partir de 1913 se realizaron en la antigua ciudad romana de Nicópolis, hizo necesaria la habilitación de un primer espacio museístico ubicado en la mezquita de Préveza (Museo Arqueológico  de Preveza – Nikopolis).  El edificio fue bombardeado durante la Segunda Guerra Mundial, por lo que los objetos que no se perdieron fueron trasladados a Nicópolis, donde se construyó un edificio para el museo a partir de 1965, que abrió al público en 1972. Posteriormente, un nuevo museo se empezó a construir en 1999 y fue abierto al público en julio de 2009.

## Colecciones
El museo contiene una colección de objetos procedentes del sitio arqueológico de la antigua ciudad de Nicópolis.
La exposición se inicia con información sobre los principales eventos históricos que acaecieron desde la época de Alejandro Magno hasta la fundación de la ciudad de Nicópolis, que tuvo lugar en el año 28 a. C.
La sala A expone la evolución de la ciudad desde su fundación hasta su decadencia y abandono, a través de objetos tales como elementos arquitectónicos, esculturas, monedas, cerámica, objetos de vidrio y piezas de metal. Se estructura en torno a tres unidades temáticas: la batalla de Accio, las infraestructuras de la ciudad en época romana y la evolución durante las épocas de los primitivos cristianos y el Imperio bizantino.
La sala B se centra en aspectos de la vida de los habitantes de la ciudad tales como sus actividades productivas y comerciales, su vida cotidiana y sus usos funerarios. Aquí se exponen recipientes de cerámica, herramientas, joyas, juguetes, sarcófagos y objetos de uso cotidiano.

Obras expuestas en el museo
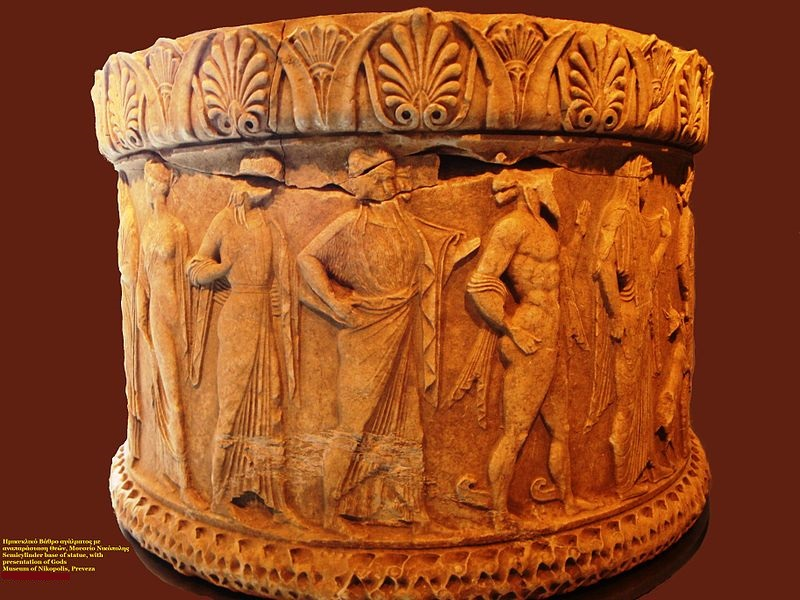
Pedestal de estatua con representaciones de dioses y héroes.
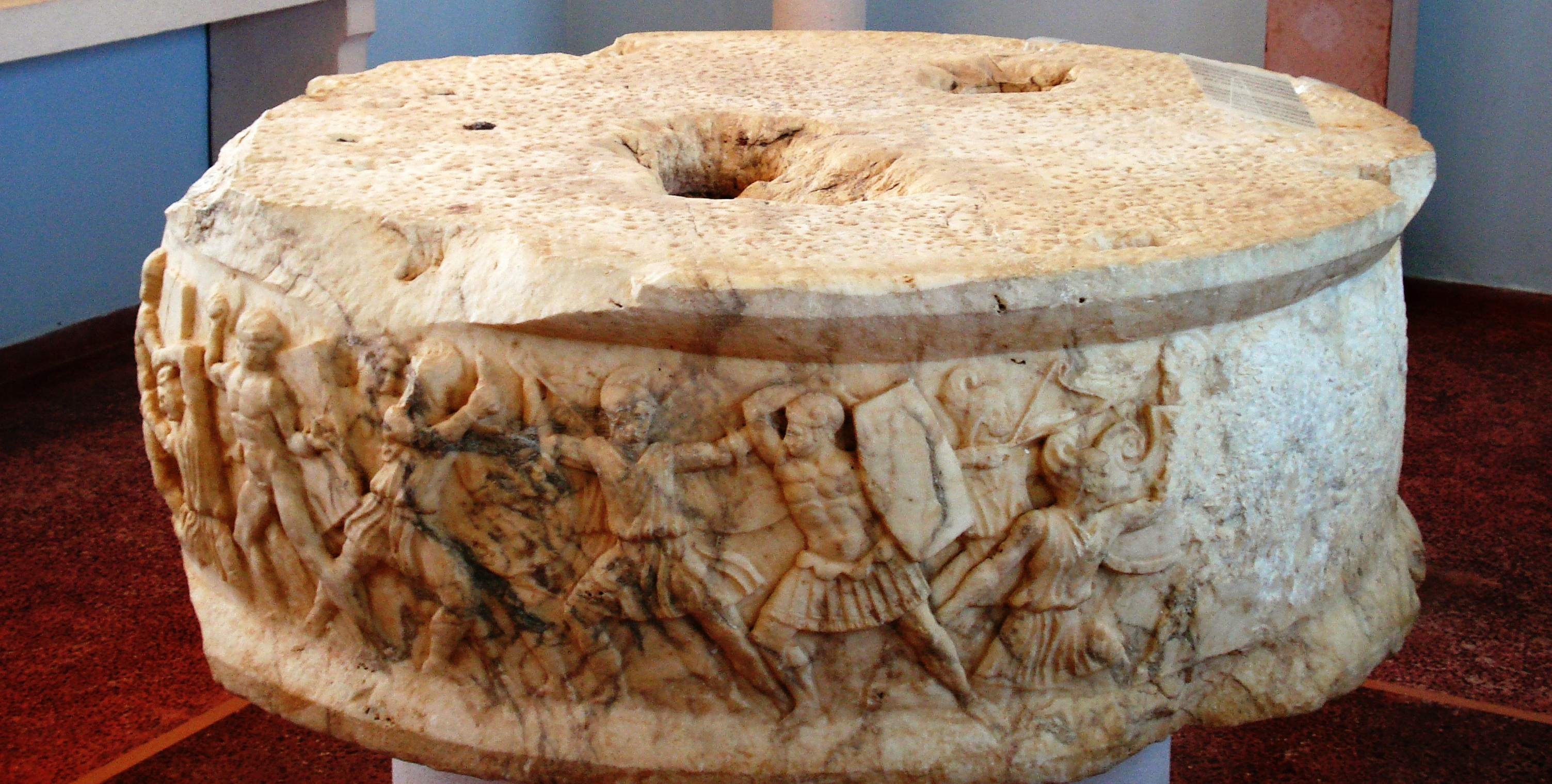
Pedestal con la representación de una Amazonomaquia.
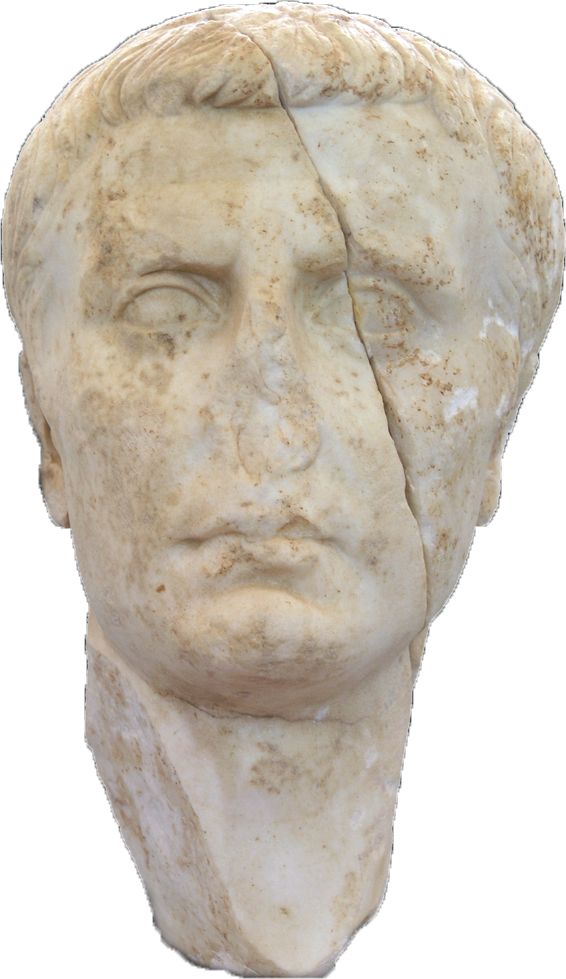
Busto de Agripa.
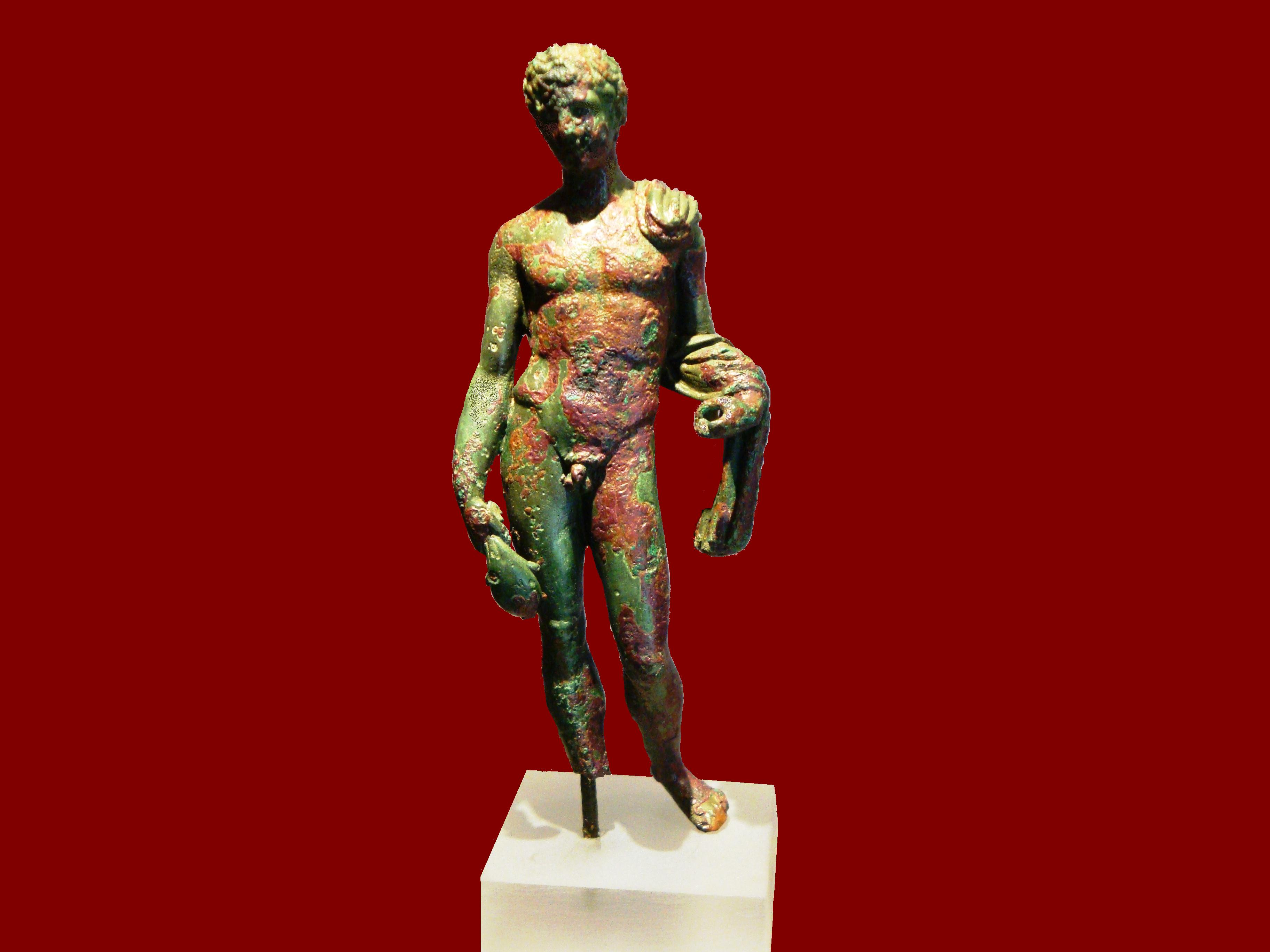
Estatua de Hermes.